# Medaglia d'Oro Fiera di Sommacampagna
La Medaglia d'Oro Fiera di Sommacampagna est une course cycliste italienne disputée dans la localité de Sommacampagna, en Vénétie. Créée en 1953, elle est organisée par la SC Polisportiva Caselle Rossetto. 
Cette épreuve fait partie du calendrier régional de la Fédération cycliste italienne, en catégorie 1.19. Elle est donc réservée aux coureurs espoirs (moins de 23 ans) ainsi qu'aux élites sans contrat. 

## Parcours
La course se déroule sur un circuit pratiquement entièrement plat favorable aux routiers-sprinteurs.

## Palmarès
| Année | Vainqueur             | Deuxième        | Troisième          |
| ----- | --------------------- | --------------- | ------------------ |
| 1953  | Giovanni Dolci        |                 |                    |
| 1954  | Cesare Girardini      |                 |                    |
| 1955  | Cesare Girardini      |                 |                    |
| 1956  | Arnaldo Righetto      |                 |                    |
| 1957  | Loris Gualtieri       |                 |                    |
| 1958  | Mario Zocca           |                 |                    |
| 1959  | Giovanni Cordioli     |                 |                    |
| 1960  | Renato Spinello       |                 |                    |
| 1961  | Giovanni Castelletti  |                 |                    |
| 1962  | Severino Andreoli     |                 |                    |
| 1963  | Modesto Verona        |                 |                    |
| 1964  | Giancarlo Albrigo     |                 |                    |
| 1965  | Luciano Soave         |                 |                    |
| 1966  | Beniamino Cordioli    |                 |                    |
| 1967  | Sandro Quintarelli    |                 |                    |
| 1968  | Romano Tumellero      |                 |                    |
| 1969  | Gino Fochesato        |                 |                    |
| 1970  | Ezio Cardi (en)       |                 |                    |
| 1971  | Bruno Maschi          |                 |                    |
| 1972  | Pierino Gavazzi       |                 |                    |
| 1973  | Silvano Doro          |                 |                    |
| 1974  | Walter Tabai          |                 |                    |
| 1975  | Fausto Chieppe        |                 |                    |
| 1976  | Flavio Miozzo (it)    |                 |                    |
| 1977  | Ugo Fraccaro          |                 |                    |
| 1978  | Enzo Serpelloni       |                 |                    |
| 1979  | Giorgio Corsi         |                 |                    |
| 1980  | Giancarlo Bada        |                 |                    |
| 1981  | Luciano Accorti       |                 |                    |
| 1982  | Ole Kristian Silseth  |                 |                    |
| 1983  | Agostino Durante      |                 |                    |
| 1984  | Marco Scandiuzzi      |                 |                    |
| 1985  | Giovanni Codenotti    |                 |                    |
| 1986  | Diego Bittante        |                 |                    |
| 1987  | Gianni Pigato         |                 |                    |
| 1988  | Giovanni Codenotti    |                 |                    |
| 1989  | Dario Bottaro         |                 |                    |
| 1990  | Andrea Ferrigato      |                 |                    |
| 1991  | Stefano Frattolin     |                 |                    |
| 1992  | Denis Zanette         |                 |                    |
| 1993  | Daniele Sgnaolin (it) |                 |                    |
| 1994  | Mirko Crepaldi        |                 |                    |
| 1995  | Damiano Masiero       |                 |                    |
| 1996  | Gino Paolini (it)     |                 |                    |
| 1997  | Mirco Zanobini        |                 |                    |
| 1998  | Saša Gajičić (de)     |                 |                    |
| 1999  | Serguei Moskovchuk    |                 |                    |
| 2000  | Marco Menin           |                 |                    |
| 2001  | Ondřej Fadrny         |                 |                    |
| 2002  | Daniele Pietropolli   |                 |                    |
| 2003  | Daniele Colli         |                 |                    |
| 2004  | Enrico Franzoi        | Claudio Corioni | Daniele Colli      |
| 2005  | Honorio Machado       |                 |                    |
| 2006  | Manuele Boaro         | Roberto Ferrari | Giorgio Orizio     |
| 2007  | Marco Canola          | Sacha Modolo    | Daniel Oss         |
| 2008  | Simone Ponzi          | Andrea Piechele | Michele Merlo      |
| 2009  | Sacha Modolo          | Davide Cimolai  | Andrea Piechele    |
| 2010  | Andrea Pasqualon      | Rafael Andriato | Andrea Peron       |
| 2011  | Andrea Peron          | Nicola Boem     | Andrea Palini      |
| 2012  | Nicola Ruffoni        | Gianluca Milani | Alberto Cecchin    |
| 2013  | Paolo Simion          | Matteo Collodel | Nicola Ruffoni     |
| 2014  | Daniele Cavasin       | Stefano Perego  | Oliviero Troia     |
| 2015  | Riccardo Minali       | Federico Sartor | Jacopo Mosca       |
| 2016  | Pietro Andreoletti    | Gianluca Milani | Luis Gómez         |
| 2017  | Gianluca Milani       | Federico Sartor | Alberto Dainese    |
| 2018  | Alberto Dainese       | Matteo Furlan   | Cristian Rocchetta |
| 2019  | Francesco Di Felice   | Emanuele Favero | Gianmarco Begnoni  |
| 2020  | pas de course         | pas de course   | pas de course      |
| 2021  | Giosuè Epis           | Nicolás Gómez   | Andrea D'Amato     |
| 2022  | Martin Nessler        | Leonardo Giani  | Gabriele Petrelli  |
| 2023  | Cristian Rocchetta    | Matteo Baseggio | Alessio Menghini   |
| 2024  | Gianluca Cordioli     | Thomas Mein     | Luca Franzosi      |